# Ramsholm (Björkö, Kumlinge, Åland)
Ramsholm är en ö i Åland (Finland). Den ligger i Skärgårdshavet och i kommunen Kumlinge i landskapet Åland, i den sydvästra delen av landet. Ön ligger omkring 62 kilometer nordöst om Mariehamn och omkring 220 kilometer väster om Helsingfors.
Öns area är 17,1 hektar och dess största längd är 0,7 kilometer i nord-sydlig riktning.